# Marco Antonio Jiménez
Es un poeta y escritor mexicano nacido en Torreón, Coahuila, en 1958. Obtuvo el Premio Nacional de Poesía Joven 1983, convocado por el Instituto Nacional de Bellas Artes (hoy Premio Elías Nandino), ha escrito 5 libros de poesía y su obra ha sido incluida en 20 antologías literarias. Además es un investigador de la Conciencia que desde 2003 ha desarrollado y difundido tecnologías interiores para la construcción de una espiritualidad contemporánea.  

## Formación literaria y cultural
Estudió la Maestría en Administración Pública (1982-1984, INAP, México) y Maestría en Ciencias Políticas (1984-1986, División de Estudios de Posgrado, Facultad de Ciencias Sociales, UNAM, México). Obtuvo su formación poética en el Taller Literario dirigido por el maestro José de Jesús Sampedro de 1979 a 1981.  
Desde entonces ha participado en múltiples actividades culturales y literarias. Fue miembro del Consejo Asesor Editorial del Ayuntamiento de Torreón 1997-1999, y del  Consejo Editorial del Instituto Coahuilense de Cultura 2006-2008.  
Ha formado parte del cuerpo de jurados de premios literarios, como en el Premio Nacional de Poesía Enriqueta Ochoa en dos emisiones, en octubre de 2012 en Monterrey, Nuevo León y en marzo de 2021, Torreón, Coahuila. Fue miembro del pre-jurado del Premio Internacional Manuel Acuña de Poesía en Lengua Española en agosto de 2013 en Saltillo, Coahuila.  
Dirigió el Taller de Poesía del Instituto Coahuilense de Cultura de 2005 a 2008, Torreón, Coahuila. Y desde 1998 a la fecha coordina el Taller Literario de la Universidad Autónoma de Coahuila, Unidad Torreón.  

## Encuentros literarios
Ha participado en encuentros literarios internacionales como XIV World Congress Of Poets, por parte de la Subsecretaría de la Cultura del Gobierno de Nuevo León en Monterrey, en agosto de 1993. En abril de 2007 leyó su obra en la Casa de la Poesía de La Habana, Cuba, en el marco de la Semana Cultural Coahuila, México en La Habana. En noviembre de 2003, participó en la VI Feria Binacional del Libro Fronterizo Paso del Norte en Ciudad Juárez, Chihuahua.
Algunos de los encuentros nacionales en los que ha participado: Festival de Poesía Ramón López Velarde, auspiciado por la Universidad Autónoma de Zacatecas y el Instituto Zacatecano de Cultura, en diciembre de 2003; Quinto y Sexto Encuentro Literario Lunas de Octubre, efectuados en La Paz-Los Cabos, Baja California Sur, en las emisiones de 2008 y 2009. Y en el Festival Internacional de Poesía, Manuel M. Acuña, 2013, en Saltillo y Torreón, Coahuila.

## Reconocimientos
Como investigador, se hizo acreedor de una Mención Especial en el Premio Nacional de Administración Pública 1984, otorgado por el presidente Miguel de la Madrid Hurtado, con el trabajo La Administración Pública de la Cultura y el Arte en México. Diciembre de 1985.
Así mismo, ha sido becario de varios programas. Lo fue del  Consejo Nacional de Ciencia y Tecnología, de 1983 a 1985. También fue becario del Fideicomiso Fondo para el Desarrollo de Recursos Humanos, del Banco de México, en el periodo de 1985 a 1986. En 1996 obtuvo una beca del Fondo Estatal Para la Cultura y Las Artes del Gobierno del Estado de Coahuila, en la categoría de Estímulos a Creadores con Trayectoria. Obtuvo la beca a la Creación Artística en el 2004 en el mismo Fondo Estatal.

## Estilo literario
Autores como Julián Herbert se han expresado sobre su estilo poético: 
“En la poesía de Jiménez se alternan dos movimientos: uno de concentración en el habla y el entorno regionales y otro centrífugo que explora territorios verbales exóticos y casi alucinatorios; Bizancio, Sumeria, El Levante Medieval y Renacentista. En medio de la naturaleza reservada y violenta, el poeta echa mano del testamento de la cultura para labrar ciudades en el aire, espejismos históricos con los que puebla una atmósfera silenciosa y deshabitada, anterior al Diluvio y al repliegue de los mares”. 
Por su parte, el poeta Jaime Augusto Shelley, ha escrito: 
“Marco Antonio Jiménez se aventura en la tradición del Ars Moriendi… es una poesía con rumores de otras latitudes, de otras culturas, que a primera vista nos resulta remota y, sin embargo, sus elementos son de una proximidad llena de frescas resonancias”.

## Espiritualidad
El autor se formó en más de 70 talleres, seminarios y retiros de meditación y desarrollo interior de 1992 a 2004. Su adiestramiento incluyó enseñanzas con 20 maestros occidentales y orientales, entre ellos: Ole y Hanna Nidal (Dinamarca), Alexander Berzin (E.U.A.), Juan Manzanera (España), U. Nandisena (Argentina), Shibata Zensei, Arquero Imperial del Japón, Keith Dowman (Reino Unido).
Después de su amplia formación, comenzó a ofrecer una síntesis contemporánea de la sabiduría ancestral y psicología transpersonal. Su propuesta integral articula de manera accesible el conocimiento universal en materia de autoconocimiento y despertar espiritual.
Ha impartido talleres de meditación y desarrollo interior en diferentes ciudades de México. Promueve tecnologías del Silencio Interior desde una perspectiva abierta y universal, despojando la meditación de todo contenido religioso, dogmático o doctrinal.
Una muestra de sus aportaciones a la construcción de una espiritualidad auténticamente contemporánea, se encuentra en su último libro La mirada del Alma, publicado en 2021.

## Obras

### Libros publicados
- Es sólo el fuego en otras palabras (Praxis-Dos Filos,1982).
- Entrar a la Antivíspera (Premiá Editora, 1985, y reeditado por Palabra en Poesía, UANL, 2011).
- Arena de Hábito Lunar (tres ediciones: Fondo Editorial Coahuilense (1995), Fondo Estatal para la Cultura y las Artes (1996), y Aldus (2006).
- La Dispersión (Siglo XXI, Escritores Coahuilenses, UAC, 2009).
- Cuatrovientos (Arena de Poesía, Secretaría de Cultura de Coahuila, 2013).
- La Mirada del Alma (versión física, 2020; versión digital, 2021).

### En antologías
- Asamblea de Poetas Jóvenes de México, (Siglo XXI, 1980).
- Ahora mismo hablaba (Ediciones Punto de Partida, 1981).
- Memorias, Segundo Encuentro Nacional de Jóvenes Escritores (UNAM-Universidad Autónoma de Puebla, 1983).
- Que la parda grulla es anarquista (Ediciones Punto de Partida, 1984).
- Primer Encuentro de Poetas y Narradores Jóvenes de la Frontera Norte, (recopilado por Roberto Vallarino, SEP-Programa Cultural de las Fronteras, 1986).
- Muestra de Poesía Chihuahense, (recopilado por Espinosa y Mejía, Gobierno del Estado de Chihuahua, 1986).
- Once de Coahuila (Fundación Cultural de Coahuila, 1988).
- Diccionario Bio-Bibliográfico de Escritores Contemporáneos de México (recopilación de Josefina Lara, INBA-Brigham Young University, 1988).
- Reunión, Cuaderno de Praxis (Dos Filos, Universidad Autónoma de Zacatecas, 1991).
- Innovación y Permanencia en la Literatura Coahuilense (Consejo Nacional para la Cultura y Las Artes, 1993).
- El mar es un desierto, Poetas de la Frontera Norte 1950-1970 (Universidad Autónoma de Nuevo León, Fondo Nuevo León para la cultura y las Artes, 1999).
- Poesía Joven. Veinticinco años de un premio literario (recopilado por Eduardo Langagne y Juan Domingo Argüelles, Secretaría de Cultura del Gobierno de Jalisco, 1999).
- Coahuila Literario (Gota de Agua, 2002).
- Pensar con los ojos abiertos (Universidad Autónoma de Coahuila, 2003).
- Premio Nacional de Poesía Joven de México, 30 años (recopilado por de Eduardo Langagne y José Domingo Arguelles, Fondo Editorial Tierra Adentro, 2004).
- Polvo ardiente (Universidad Autónoma de Coahuila, 2006).
- Las Voces del Tranvía, Muestra de poesía de Torreón (Dirección de Cultura del Municipio de Torreón-Comisión del Centenario, 2007).
- Tan lejos de Dios, poesía mexicana en la frontera norte (Coordinado por Uberto Stabile, 2011).
- 4 Antologías de Literatura Coahuilense (Universidad Autónoma de Coahuila, 2011).
- Cantos de Sol y Polvo, poesía de la Comarca Lagunera (Formato CD coordinado por Federico Sáenz Negrete, 2013).
- Poesía Ahora, nueva poesía coahuilense (compilado por Alejandra Peart, Atemporia, 2014).

- Datos: Q2889932